# Tratado de Amistad, Comercio y Navegación de 1877 entre Chile y Perú
El Tratado de Amistad, Comercio y Navegación de 1877 entre Chile y Perú fue un proyecto de tratado destinado a fortalecer las relaciones entre ambos países y a favorecer a sus nacionales. 
El proyecto fue firmado el 22 de diciembre de 1876 en Lima por los representantes José Antonio García y García y Joaquín Godoy Cruz. El Congreso de Perú aprobó el tratado, pero en Chile no pasó el congreso.